# Prêmio de Longevidade Palo Alto
O Prêmio de Longevidade Palo Alto ou "Palo Alto Longevity Prize"(em inglês) é uma competição de ciência de vida de US $ 1 milhão criado por Dr. Joon Yun, o fundador do think tank sem fins lucrativos Instituto Palo Alto, dedicada ao fim do envelhecimento. Através de um prémio de incentivo, o nosso objectivo específico é nutrir inovações que acabem com o envelhecimento, restaurando a capacidade homeostática do corpo e promovendo a extensão de uma vida saudável e sustentada. Palo Alto Investors fundou em 1989 com mais de US $ 2 bilhões em ativos e até 2017 ninguém ganhou qualquer prêmio.

## Prêmio de Demonstração de Longevidade
O Prêmio de Demonstração de Longevidade de US $ 500.000 será concedido à primeira Equipe que atenda a todas as exigências de estender a expectativa de vida média de uma coorte de intervenção de mamíferos de tipo selvagem em 50% em relação a uma história natural aceitável de normas não tratadas de forma estatisticamente significativa. 05), utilizando um Modelo Estatístico.

## Prêmio Capacidade homeostático
O Prêmio de Capacidade Homeostática de US $ 500.000 será concedido à primeira equipe para demonstrar que pode restaurar a capacidade homeostática (usando a variabilidade da freqüência cardíaca como medida substituta) de um mamífero velho para a capacidade de um adulto jovem.